# Iluminismul românesc

Grupul statuar „Școala Ardeleană” din Cluj-Napoca, reprezentându-i pe Samuil Micu, Gheorghe Șincai și Petru Maior.

Iluminismul românesc a servit cauzei idealului național pentru a căror fundamentare a activat și contribuit din plin, aplecându-se asupra istoriei limbii și a poporului.
Iluminismul românesc a adus, nu în ultimul rând, puternice argumente istorice pentru imperioase și pregnante revendicări politice naționale.

## Caracteristici generale
Iluminismul românesc se identifică în mare măsură cu Școala Ardeleană și cu reverberațiile ei transcarpatine. Acest iluminism a stat în serviciul idealului național, la a cărui fundamentare a contribuit hotărâtor. Iluminismul românesc va recurge, la rândul său, la argumentele istorice în favoarea unor revendicări politice.
Școala Ardeleană a pus în mișcare un amplu proces de afirmare națională și culturală a românilor din Transilvania în a doua jumătate a secolului al XVIII-lea și la începutul secolului al XIX-lea. Cărturarii acestui curent au adus argumente științifice pentru afirmarea drepturilor românilor din Transilvania. Activitatea lor științifică s-a manifestat pe mai multe planuri: istoric, lingvistic, filosofic, literar.
Învățământul a contribuit și el la răspândirea ideilor iluministe. Academiile domnești, întemeiate în Țara Românească între 1678-1688, în Moldova la 1707, au reprezentat într-adevăr un însemnat focar de cultură al Răsăritului ortodox. O altă formă de manifestare a spiritului iluminist a fost interesul pentru tipărirea de cărți. Între 1700 și 1800, s-au tipărit de către români 799 de cărți, dintre care 617 în românește, iar 182 în grecește, latinește, slavă, etc. Procentul de carte laică a crescut necontenit, în detrimentul subiectelor religioase. Printr-un jurnal de călătorie răspândește idei iluministe și Dinicu Golescu, luminatul boier muntean, care în „Însemnare a călătoriei mele”, surprinde contrastele dintre civilizația țărilor vizitate și realitățile triste din patria sa. Cea mai reprezentativă operă realizată în spirit iluminist este epopeea eroicomică Țiganiada de I.Budai-Deleanu. În Țara Românească și în Moldova, Chesarie Râmniceanul și Leon Gheuca răspândiseră idei iluministe datorate lecturilor din raționaliștii francezi și, în special, din Enciclopedia lui Diderot.

## Începuturi
În Țările Române iluminismul se manifestă cu întârziere din cauza dominației străine și feudalismului autohton. Din punct de vedere politic avusese loc revoluția lui Tudor Vladimirescu.
Se manifestă original în următoarele aspecte:
- Are caracter militant, social și național, fiind atașat de valorile naționale și chiar locale.
- Nu este reformist, are caracter moderat.
- Culturalizarea este foarte puternică.
- Se manifestă mai puternic în Transilvania între 1750-1850, deoarece burghezia era mai dezvoltată în Transilvania și era legată de interesele naționale. Aici, burghezia era nemulțumită de lipsa de drepturi sociale și politice ale poporului român, aspect care vine din 1437, când se semnase „unio trium nationum”, act care excludea participarea românilor de la viața social-politică.
- Și-a găsit expresia cea mai fidelă în Școala Ardeleană, care a reprezentat prima scoală de patriotism exemplar a românilor din Transilvania. Numele de școală face referire la sensul de organizare.
- Programul politic al Școlii Ardelene este prezentat în memoriul din 1791 intitulat „Supplex Libellus Valachorum Transilvanie” trimis împăratului Leopold al II-lea prin care se cerea recunoașterea românilor din Transilvania ca națiune egală în drepturi cu celelalte. Deci, în primul rând Școala Ardeleană a fost o mișcare de eliberare socială și națională.

Această mișcare culturală a stimulat: studiul istoriei și al limbii române, dezvoltarea științelor naturale și a învățământului.
Reprezentanții Școlii Ardelene au acționat în două direcții:
1. Cu un pronunțat caracter iluminist, așa numita direcție obștească care urmărea emanciparea maselor populare prin cultură, mai ales a țăranilor. În acest sens s-au înființat aproximativ 300 de școli în limba română, Gheorghe Șincai fiind inițiator și director. S-au scris abecedare, aritmetică, calendare sătești și manuale de economie practică.
2. Direcția erudită a constat în publicarea de lucrări de istorie și filologie. În studiile de istorie se acordă interes procesului de formare a poporului român și a limbii române. Date filologice și demografice privind originea latină a limbii și a poporului român.

## Lucrările filologice
- Samuil Micu și Gheorghe Șincai au scris „Elementa linguae daco-romane sine valachicae”.
- Petru Maior scrie lucrarea „Dizertație pentru începutul limbii române”.
- Samuil Micu, Petru Maior și alții scriu Lexiconul de la Buda, primul dicționar etimologic al limbii române

## Continuitatea și unitatea sa etnică
Studiile lingvistice își propuneau să demonstreze originea latină a limbii, punându-se în discuție următoarele probleme:
- Înlocuirea alfabetului chirilic (slav) cu cel latin.
- O ortografie etimologică.
- Purificarea lexicului de toate elementele străine limbii latine.
- Îmbogățirea vocabularului prin neologisme din limbile romanice. Aveau idei exagerate precum eliminarea cuvintelor nelatine din limbă sau propagarea originii pur romane a poporului român. Acest fenomen s-a numit „purismul în limbă” și a plecat de la ideea că romanii îi distruseseră pe daci complet, iar limba coloniștilor daci (latina) s-a păstrat în forma ei cea mai pură. Mai târziu Hașdeu va combate teza exterminării dacilor în articolul „Perit-au dacii”.

Reprezentanții școlii au fost istorici, filozofi, cărturari, astfel că ei prelungesc umanismul cronicarilor în atmosfera înnoitoare a iluminismului. Idei iluministe continuă să apară în toată prima jumătate a secolului XIX în operele unor autori ca: Poeții Văcărești, Dinicu Golescu, Costache Conachi.